# Zocchihedron

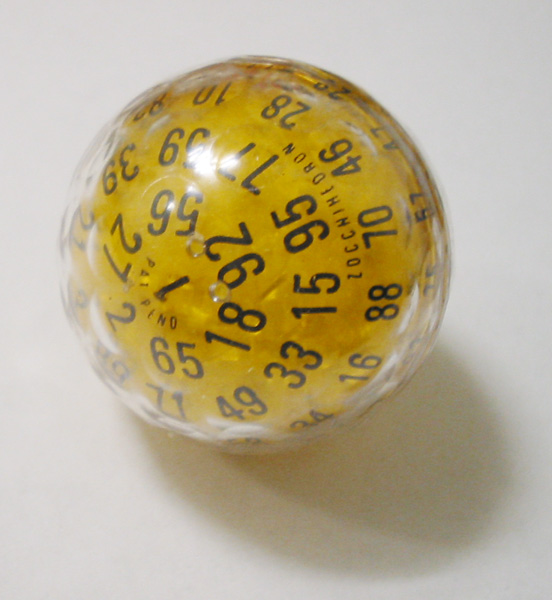
Lo Zocchihedron ha un diametro di circa 3.8 cm

Zocchihedron è il nome commerciale del più diffuso dado a 100 facce, inventato da Lou Zocchi nel 1985. Piuttosto che un poliedro, esso è una pallina con 100 faccette piane. Talvolta viene anche chiamato con il nome di "Palla da golf di Zocchi".
Lo Zocchihedron è stato progettato per gestire i tiri riferiti a percentuali nei giochi, in particolare nei giochi di ruolo.

## Storia
Zocchi impiegò tre anni a progettare il suo dado, e altri tre anni per metterlo in produzione. Zocchi scoprì che il dado si comporta meglio con uno spessore di 12,85 mm. Dalla sua versione originale Zocchi ha migliorato lo Zocchihedron, riempiendolo con piccoli pesi mobili a forma di goccia, per farlo più agevolmente arrestare quando tirato.
Lo Zocchihedron II è un modello ulteriormente migliorato, con un differente materiale di riempimento.

## Distribuzione della probabilità dei tiri
Un test eseguito da Jason Mills per la rivista White Dwarf concluse che la distribuzione della frequenza dello Zocchihedron era sostanzialmente irregolare. 5.164 tiri di prova portarono Mills a concludere che risultati maggiori di 93 o minori di 8 sono significativamente più rari dei risultati compresi tra i due valori. Mills attribuì questo comportamento al posizionamento dei numeri particolarmente alti e dei numeri particolarmente bassi ai poli della sfera - e quindi tra loro più vicini. I numeri prossimi all'equatore della sfera sono infatti maggiormente distanziati tra loro.
Le versioni successive dello Zocchihedron sono state progettate con un diverso schema di distribuzione dei numeri, ottenendo un risultato più omogeneo. Tuttavia alcuni numeri risentono ancora di questo problema.

## Brevetti
L'aspetto estetico dello Zocchihedron è protetto dal brevetto D303,553 degli Stati Uniti, scaduto il 19 settembre 2003. Non è mai stato richiesto un brevetto per lo Zocchihedron originale, sebbene il brevetto numero 6,926,276 possa proteggere il sistema di arresto dello Zocchihedron II. Questo brevetto scadrà il 9 agosto 2025 e si applica esclusivamente al dado a 100 facce contenente "particelle di varie dimensioni e di forma irregolare".